# Qadaşoba
Qadaşoba è un comune dell'Azerbaigian situato nel distretto di Xaçmaz. Conta una popolazione di 1 384 abitanti.